# Matthäus Seutter

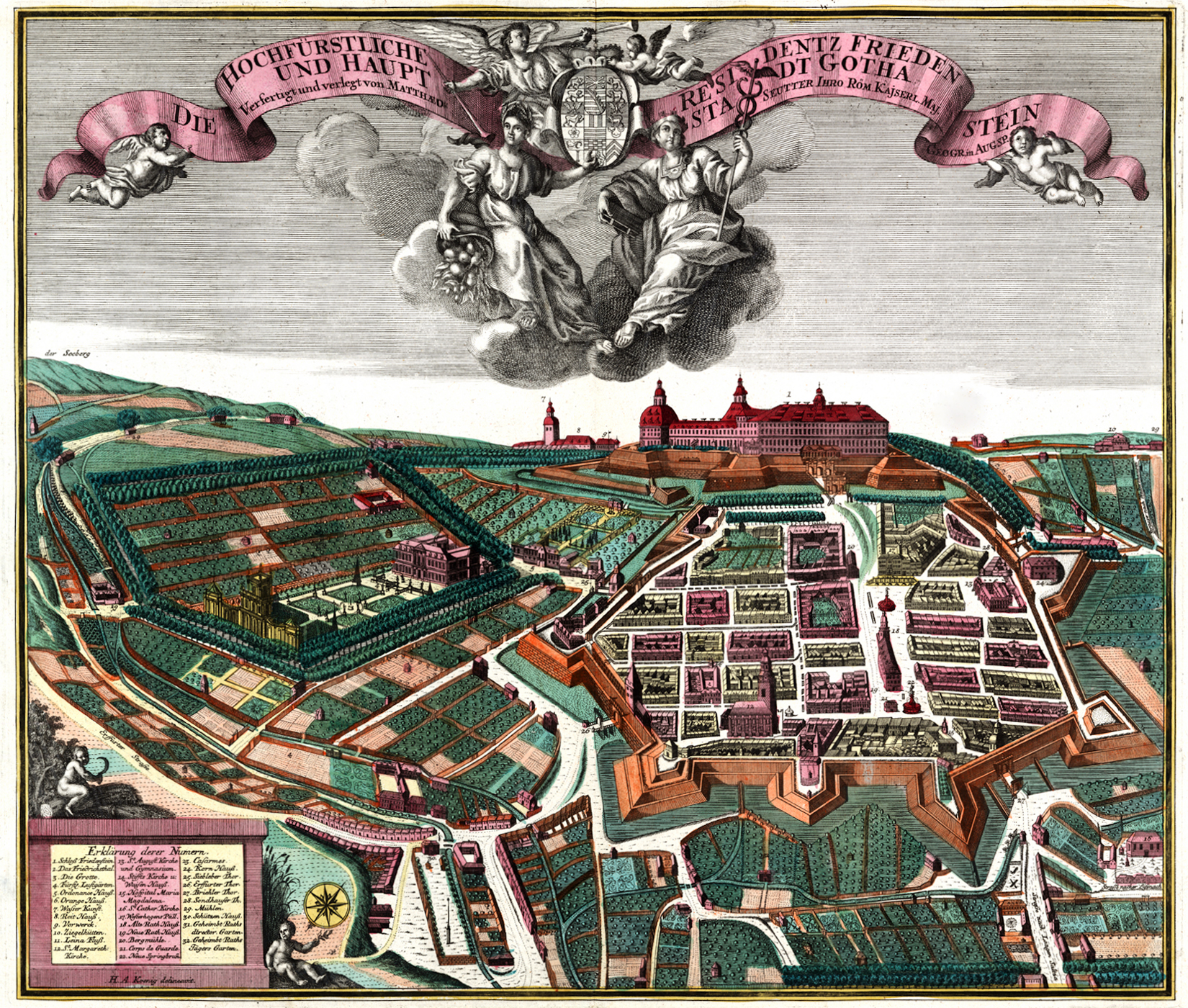
Gotha ok. 1738

Matthäus Seutter (ur. 1678, zm. 1757) – niemiecki kartograf, miedziorytnik i wydawca.
Był synem złotnika, terminował w pracowni Johanna Baptisty Homanna. W 1710 założył własną firmę. Do najbardziej znanych prac Seuttera należą:
- Atlas Geographicus oder Accurate Vorstellung der ganzen Welt z 1725
- Grosser Atlas z 1734
- Atlas minor z 1744

Po śmierci Seuttera wydawnictwo przejął Tobias Conrad Lotter.